# Dennis Cooper

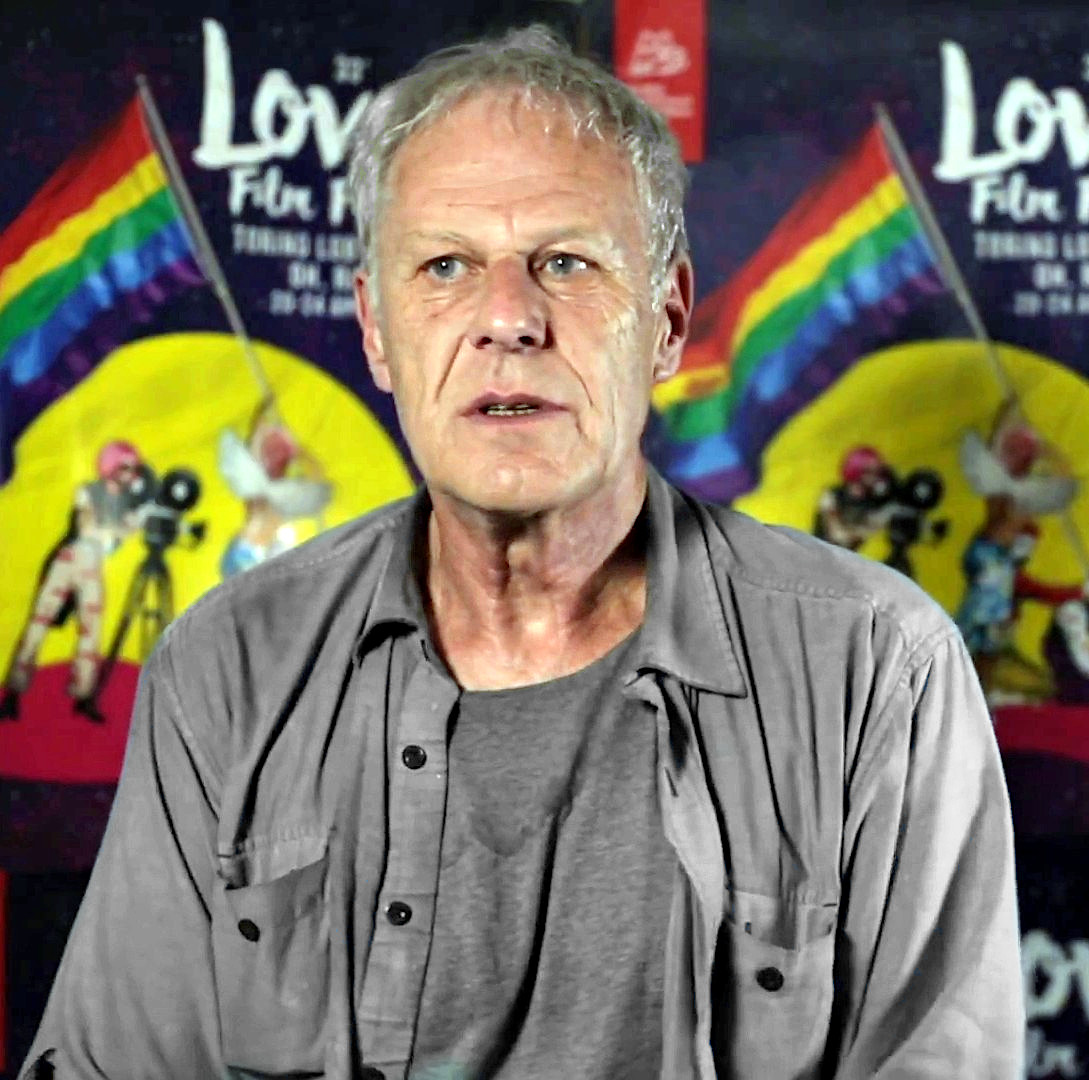
Dennis Cooper (2018)

Clifford Dennis Cooper (geboren 10. Januar 1953 in Kalifornien) ist ein US-amerikanischer Autor, Dichter, Journalist, Blogger und Performancekünstler.

## Leben
Cooper wuchs in Pasadena, Kalifornien auf. Früh zeigte sich seine literarische Begabung. In seiner Jugend imitierte er Rimbaud, Verlaine, de Sade und Baudelaire. Seine Gedichte als Jugendlicher beschäftigten sich oft mit extremen, skandalösen Themen. Nach seiner Schulausbildung besuchte Cooper das Pasadena City College und später das Pitzer College.
Cooper reiste 1976 nach England, wo er sich in der Punkszene aufhielt. Dort startete er auch das Zine Little Caesar Magazin. Mit dem Erfolg des Magazins gründete Cooper 1978 den Verlag Little Caesar Press, in dem er die Werke von Autoren wie Amy Gerstler, Elaine Equi, Tim Dlugos, Joe Brainard und Eileen Myles veröffentlichte. 1979 wurde Cooper Regisseur eines Programms alternativer Poesie Beyond Baroque in Venice, Kalifornien. 1984 zog Cooper nach New York City und 1987 nach Amsterdam, wo er seinen Roman Closer vollendete. Später gewann er mit diesem Roman den Ferro-Grumley für schwule Literatur. Während seiner Zeit in Amsterdam schrieb Cooper Artikel für die Zeitschriften Art in America, The Advocate, Village Voice und weitere Magazine.
Cooper kehrte 1987 nach New York City zurück, wo er Artikel für das Magazin Artforum schrieb. Cooper begann seinen nächsten Roman Frisk zu schreiben. In den folgenden Jahren arbeitete Cooper an verschiedenen künstlerischen Projekten, u. a. am Projekt AGAINST NATURE: A Group Show of Work by Homosexual Men (gemeinsam mit Richard Hawkins). 1990 zog Cooper von New York City nach Los Angeles, wo er mit Künstlern wie dem Musiker John Zorn, dem Maler Lari Pittman, den Steinmetzen Jason Meadows und Nayland Blake sowie weiteren Künstlern zusammenarbeitete. Cooper vollendete in Los Angeles 2000 seine fünfteilige Romanreihe George Miles. Weitere Werke folgten wie My Loose Thread, The Sluts (Sieger des Lambda Literary Award 2005) und God Jr. Seit Sommer 2005 lebt Cooper in Paris, wo er mehrere Theaterstücke verfasste und mit der französischen Choreographin Gisèle Vienne und dem Musiker Peter Rehberg zusammenarbeitet. Daneben schrieb er an weiteren Büchern, insbesondere an Poesie wie beispielsweise The Weaklings.
2006 begann Cooper auf Blogspot mit einem Blog (denniscooper-theweaklings.blogspot.com), der in der Folge als DC’s oder auch The Weaklings bekannt wurde, zahlreiche Leser fand und zum Sammelpunkt einer Online-Community von Schriftstellern, Künstlern, Verlegern und Musikern wurde.
Zu den Beiträgern zählten unter anderen die Autoren Blake Butler, Justin Taylor, Derek McCormack und Ken Baumann, die Lyriker Kevin Killian und Ariana Reines und der Musiker Bradford Cox. Am 27. Juni 2016 wurde dieser Blog unter Verweis auf eine angebliche Verletzung der Nutzungsbedingungen und ohne Angabe von Gründen von der Google-Tochter blogspot.com gelöscht. Versuche des Autors, eine Reaktivierung zu erreichen bzw. genauere Gründe zu erfahren blieben erfolglos. Dieser Vorgang stieß in den Medien auf breite Kritik. Auch Suzanne Nossel, die Direktorin des US-amerikanischen P.E.N., drückte in einer Presseerklärung die Besorgnis der Organisation über das Vorgehen von Google aus:

„Disabling Dennis Cooper’s blog with no explanation and no assurance that his years of work have been preserved undercuts the trust that users place in online platforms that host their work and ideas.“

„Die Deaktivierung von Dennis Coopers Blog ohne Erklärung und ohne Zusicherung, dass die Ergebnisse seiner jahrelangen Arbeit nicht verloren sind, untergräbt das Vertrauen, das die Benutzer in Online-Dienste setzen, mit denen sie ihre Arbeiten und Ideen verfügbar machen.“

Am 26. August 2016 gab Dennis Cooper via Facebook bekannt, dass Google sein Blog aufgrund eines im Jahr 2006 veröffentlichten Bildes, das von einer unbekannten Person als Kinderpornografie gemeldet worden war, gelöscht habe, ihm aber die Daten seines Blogs inzwischen übergeben habe.

## Werke (Auswahl)
Bekannt ist die Romanreihe George Miles von Cooper. Diese Reihe besteht aus sechs Romanen:
- Closer, 1989, ISBN 0-8021-3212-X
  - dt.: Ran, Passagen Verlag, Wien 1995, ISBN 3-85165-177-4
- Frisk, 1991, ISBN 0-8021-3289-8
  - dt.: Sprung, Passagen 1994, ISBN 3-85165-125-1
- Try, 1994, ISBN 0-8021-3338-X
  - dt.: Dreier, Passagen 1997, ISBN 3-85165-256-8
- Guide, 1997, ISBN 0-8021-3580-3
  - dt.: Fort, Passagen 1998, ISBN 3-85165-314-9
- Period, 2000, ISBN 0-8021-3783-0
  - dt.: Punkt. 1. Auflage. Passagen Verlag, Wien 2003, ISBN 978-3-85165-590-2.
- I wished, 2021, Soho Press
  - dt.: Ich wünschte. Übersetzt von Raimund Varga. Mit einem Nachwort von Clemens J. Setz. Luftschacht Verlag, Wien, 2023, ISBN 978-3-903422-21-6

### Weitere ins Deutsche übersetzte Werke
- Wrong, Fiktion, Grove Press, 1992
  - dt.: Trug. Passagen Verlag, Wien 2001, ISBN 978-3-85165-222-2.
- My Loose Thread, Roman, Canongate, 2002
  - dt.: Mein loser Faden. Luftschacht Verlag, Wien 2018, ISBN 978-3-903081-23-9.
- The Sluts, Roman, Void Books, 2004/Carroll & Graf, 2005
  - dt.: Die Schlampen. 1. Auflage. Luftschacht Verlag, Wien 2020, ISBN 978-3-903081-49-9.
- God Jr., Roman, Grove Press, 2005
  - dt.: God Jr., Luftschacht Verlag, Wien 2017, ISBN 978-3-903081-08-6

### Weitere Werke
- The Terror of Earrings, Poesie, Kinks Press, 1973
- Tiger Beat, Poesie, Little Caesar Press, 1978
- Antoine Monier, Fiktion, Anon Press, 1978
- Idols, Poesie, SeaHorse Press, 1979; Amethyst Press, 1989
- Tenderness of the Wolves, Poesie, The Crossing Press, 1981
- The Missing Men, Poesie, Am Here Books/Immediate Editions, 1981
- My Mark, Fiktion, Sherwood Press, 1982
- Safe, Roman, SeaHorse Press, 1985
- He Cried, Poesie, Black Star Series, 1985
- The Dream Police: Selected Poems 69–93, Grove Press, 1994
- Jerk, (gemeinsam mit Nayland Blake), Artspace Books, 1994
- Horror Hospital Unplugged, Roman, Juno Books, 1997
- All Ears, Soft Skull Press, 1997
- Dennis, Buch, Don Waters Editions/AK Press, 2006
- The Weaklings, Void Books, 2007

### Theaterstücke
- Jerk, Regie: Gisèle Vienne, Score: Peter Rehberg/Pita; (Weltpremiere: März 2008)
- Kindertotenlieder (Regie: Gisèle Vienne, Score: Stephen O’Malley und Peter Rehberg/Pita; 2007)
- Une Belle Enfant Blonde (gemeinsam mit Catherine Robbe-Grillet, Regie: Gisèle Vienne, Score: Peter Rehberg/Pita; 2005)
- I Apologize (Regie: Gisèle Vienne, Score: Peter Rehberg/Pita; 2004)
- The Undead (Regie: Ishmael Houston-Jones, Score: Tom Recchion; Visual Design: Robert Flynt; 1990)
- Knife/Tape/Rope (Regie: Ishmael Houston-Jones, Sets: John De Fazio; 1985)
- Them (Regie: Ishmael Houston-Jones, Score: Chris Cochrane; 1984)